# Reiterhof Dreililien
Reiterhof Dreililien ist eine zehnteilige Romanreihe von Ursula Isbel, die zwischen 1983 und 1994 erschienen ist.
Ab 1989 erschien die Reihe auch als Hörspieldrama auf Kassette bei Karussell. Die ersten drei Folgen wurden 2008 von Universal Music neu aufgelegt.

## Inhalt
Die Protagonistin der Reihe heißt Elinor und ist im ersten Buch 15 Jahre alt. Sie lebt in München, allein mit ihrem Vater, da ihre Mutter vor einigen Jahren gestorben ist. Als ihr Vater zum ersten Mal seit dem Tod ihrer Mutter wieder mit einer Frau ausgeht, ist Elinor wütend und eifersüchtig und hat Angst, dass Kirsty, so heißt die neue Freundin, ihr ihren Vater wegnimmt.
Kirsty hat von ihrer Tante ein Haus auf dem Land geerbt und als sie dort alle zusammen Urlaub machen, ist Elinor zuerst alles andere als begeistert, doch dann lernt sie Jörn und Matty kennen, die mit ihren Eltern auf dem Gestüt Dreililien gleich nebenan wohnen und freundet sich mit ihnen an. Auch das Landleben gefällt ihr überraschend gut und so entschließt sie sich mitzukommen, als ihr Vater ihr eröffnet, dass er und Kirsty ganz aufs Land ziehen wollen, und nicht in einem Internat in München zu bleiben, was er ihr als Alternative anbietet.
Bald verbringt sie jede freie Minute auf Dreililien und wird von ihren neuen Freunden Matty und Jörn nur noch Nell gerufen, wie sie dann auch die ganze Buchreihe lang genannt wird.
Die Probleme mit Kirsty lösen sich bald und in Jörn findet Nell ihre erste Liebe. Da das Gestüt in finanziellen Problemen steckt, beschließen die Freunde auf Dreililien eine Reitschule zu eröffnen. Unterstützung bekommen sie dabei von dem jungen Reitlehrer Mikesch, der Bauerstochter Carmen, dem Reitschüler Roddy, der später mit Carmen zusammenkommt, und Mattys Freundin Maja. Im Verlauf der Buchreihe kommen auch noch einige andere Charaktere hinzu.
So handeln die zehn Bände davon, wie die Jugendlichen zusammen ihren Alltag meistern, und erstrecken sich über insgesamt vier Jahre. Dabei geht es nicht nur um die Probleme eines Gestütes wie Pferdekrankheiten, Geldsorgen und den Verlust von Tieren, sondern auch um allgemeine Themen wie Liebe, Freundschaft, Eifersucht und Tod. Reiterhof Dreililen wurde als Buchreihe gerade deshalb so beliebt, weil es sich nicht auf Pferde-Themen beschränkt, sondern eine spannende und emotionale Jugendbuchreihe in sich birgt.
Besonders ist an den Büchern außerdem, dass die Jugendlichen sich viel mit Politik und dem zerstörerischen Handeln der Menschen auseinandersetzen. So werden zum Beispiel die Reaktorkatastrophe von Tschernobyl und die grausame Haltung von Tieren in zu engen Ställen aus Profitgier thematisiert. In der Buchreihe werden oft die Vorteile ökologischen Lebens und friedlichen Umgangs miteinander betont und Toleranz gegenüber anderen Menschen. Immer wieder gehen die Protagonisten auch für ihre Meinung auf die Straße und nehmen an Demonstrationen teil.
Es passiert sehr viel in den zehn Bänden und die Reihe ist nicht richtig abgeschlossen, da im letzten Band nicht alle Handlungsstränge zu einem Ende gebracht werden. Im Gegenteil: Der zehnte Band birgt viele Anknüpfungspunkte für weitere Geschichten, doch Ursula Isbel schrieb die Reihe danach nicht mehr weiter. Bei den Hörspielen dachte man sich deshalb selbst noch drei weitere Folgen aus, um die Reihe zu einem besseren Ende zu bringen. Man merkt bei diesen Folgen aber auch deutlich, dass sie nicht aus Ursula Isbels Feder stammen, da die Handlungen dort vielen Ansichten entsprechen, die die Protagonisten vorher ablehnten. So wird in der letzten Folge zum Beispiel ein Reitturnier veranstaltet, was in den Büchern stets als Tierquälerei beschrieben wurde.

## Charakter-Übersicht
Eine kurze Übersicht der Charaktere mit ihren Sprechern im Hörspiel.
| Name | Sprecher/in im Hörspiel                          |
| --- | ------------------------------------------------ |
| Nell (Elinor) Nell ist im ersten Band 15 Jahre alt und wird als zierlich mit feuerrotem Haar beschrieben. Zuerst hat sie Angst vor Pferden, doch schon bald ist sie ganz vernarrt in die Tiere und hat bald auch ein eigenes Pferd, das sie vor dem Abdecker rettet. Obwohl sie 15 Jahre lang in der Stadt gelebt hat, entdeckt sie schnell ihre Liebe zum Landleben und möchte nirgendwo anders mehr leben. | Alexandra Doerk                                  |
| Jörn Jörn ist zu Beginn 18 Jahre alt und gerade dabei die Schule zu beenden. Er ist der älteste Sohn auf Dreililien und bekommt sehr viel Verantwortung aufgebürdet, aber er liebt den Hof und die Pferde zu sehr, als dass er sich davor drücken würde. Jörn kann sehr verschlossen und ein richtiger Einzelgänger sein, was jedoch viel besser wird, als er mit Nell zusammen kommt und sie ihm hilft sich zu öffnen. Für beide ist es die erste große Liebe. Später entschließt sich Jörn, dass er gerne Tierarzt werden möchte.                                                             | Hörspiel 1–5 Nicolas König, danach Marc Degener  |
| Matty Matty ist am Anfang genau wie Nell 15 Jahre alt. Während Nell sich in Jörn verliebt, ist Matty eher sowas wie ein Bruder für sie und die beiden erzählen sich fast alles. Wie Jörn ist Matty sehr tierlieb und trägt für sein Alter schon viel Verantwortung. Er hat klare Ansichten zum Thema Umgang mit Tieren und Umweltschutz, die er auch vehement vertritt. Als sie zu Weihnachten das erste Mal Reiterferien anbieten verliebt Matty sich in die Reitschülerin Maja. | Christian Stark                                  |
| Richard Richard ist Nells Vater. Nach dem Tod seiner Frau lebt er einige Jahre allein mit seiner Tochter, bevor er Kirsty kennen lernt und mit ihr seinen Traum vom Leben auf dem Land verwirklicht. Später heiraten die beiden und bekommen zusammen noch eine Tochter. | Gerd Hinze                                       |
| Kirsty Kirsty ist Richards zweite Frau und hat von ihrer Tante das Haus auf dem Land geerbt, in das die Familie einzieht. Sie hat eine kleine Töpferwerkstatt, mit der sie ihren Lebensunterhalt verdient. Obwohl ihr Nell anfangs sehr feindlich gegenübersteht, hat Kirsty viel Verständnis für sie und wird schließlich eine enge Vertraute für ihre Stieftochter. | Hilde Krekel                                     |
| Kathrienchen (Katharina) Kathrienchen ist die Tochter von Richard und Kirsty und Nells Halbschwester. Sie wird im ersten Winter geboren, nachdem die Familie aufs Land zieht. | unbekannt                                        |
| Carmen Carmens Eltern haben nicht weit von Dreililien entfernt einen Bauernhof, den sie einmal übernehmen soll. Sie kennt Matty und Jörn schon lange und kommt oft zum Reiten nach Dreililien. Sie wird als pummelig, mit rotblonden Haaren beschrieben und wird auch für Nell bald eine sehr gute Freundin, auf die sie sich immer verlassen kann. Anfangs ist Carmen in Jörn verliebt, sie kommt aber später mit Roddy zusammen. | Kerstin Draeger                                  |
| Mikesch Als Dreililien zur Reitschule wird, fängt Mikesch dort als Reitlehrer an. Im ersten Buch ist er ca. 28 Jahre alt und wird als unglaublich gut aussehend beschrieben. Sein Vater ist ein bekannter Rennstallbesitzer, mit dem er sich aber nicht gut versteht. So kennt er sich aber sehr gut mit Pferden aus und wird als Reitlehrer bald unverzichtbar auf dem Hof. Aber auch als Freund und Vertrauter für die anderen nimmt er bald eine wichtige Rolle an, da er mit seinem Alter die Dinge oft etwas klarer sieht und hat besonders für Nell oft einen rettenden Ratschlag bereit. | Hörspiel 1–3 Marc Degener, danach Thomas Naumann |
| Gesine Im fünften Band zieht Gesine in ein altes Bauernhaus in der Nähe von Dreililien. Sie verdient ihr Geld als Weberin und kommt auf den Hof, um Reiten zu lernen. Gesine ist in Mikeschs Alter, die beiden haben ähnliche Interessen und werden bald ein Paar. | Daniela Reidies                                  |
| Pauli Pauli ist ein alter Mann, den Jörn bei seinem Zivildienst im Krankenhaus kennen lernt und den Gesine später bei sich aufnimmt. | Hans-Joachim Kilburger                           |
| Helge Als Jörn seinen Zivildienst beginnt und auf dem Hof nicht mehr soviel mithelfen kann, stellt Mikesch Helge als Pferdepfleger ein. Helge ist wegen Einbruchs vorbestraft und sehr verschlossen. Nach einer Weile fängt er an sich zu öffnen, bleibt aber weiterhin distanziert und misstrauisch. | Michael Lott                                     |
| Maja Als Maja für Reiterferien nach Dreililien kommt, verliebt sie sich nicht nur in den Hof und die Pferde, sondern auch in Matty. Leider wohnt sie ziemlich weit weg, worunter die beiden sehr leiden, aber sie kommt von da an in allen Ferien als Aushilfe auf den Hof. Später geht sie vorzeitig von der Schule ab und beginnt auf Dreililien eine Ausbildung als Pferdewirtin. | Steffi Kindermann                                |
| Sepp Sepp hat einen Bauernhof in der Nähe von Dreililien, der aber nicht genug abwirft, deshalb verdient er sich auf dem Gestüt als Stallbursche etwas dazu. | unbekannt                                        |
| Hopfi (Frau Hopfwieser) Hopfi lebt ganz in der Nähe des Hofes und verdient sich als Haushälterin auf Dreililien etwas zu ihrer Rente dazu. | Wika Krauts                                      |
| Roddy (Christian) Roddy bekommt seinen Spitznamen, weil er laut Nell wie Rod Stewart aussieht. Er kommt anfangs nur als Reitschüler nach Dreililien, wird aber für Nell und die Jungen bald zu einem guten Freund, der auch viel hilft und mit anpackt. Roddy verliebt sich in Carmen und die beiden werden ein Paar. | Tobias Pauls                                     |

## Liste der erschienenen Bände
- Das Glück dieser Erde. Band 1, ISBN 3-505-08364-X.[3]
- Die Tage der Rosen. Band 2, ISBN 3-505-08366-6.
- Frühling des Lebens. Band 3, ISBN 3-505-08367-4.
- Der Sommer im Tal. Band 4, ISBN 3-505-08969-9.
- Alte Lieder singt der Wind. Band 5, ISBN 3-505-09139-1.
- Eine Welt für sich. Band 6, ISBN 3-505-09396-3.
- Heimweh nach den Pferden. Band 7, ISBN 3-505-09616-4.
- Wenn der Sommer geht. Band 8, ISBN 3-505-09863-9.
- Unter dem Frühlingsmond. Band 9, ISBN 3-505-09864-7.
- Wege in Schatten und Licht. Band 10, ISBN 3-505-00027-2.

### Sammelband
- Reiterhof Dreililien. Sommer der Entscheidung. ISBN 3-505-12094-4.
- Reiterhof Dreililien Sammelband Das Glück dieser Erde. ISBN 3-505-12596-2.
- Reiterhof Dreililien. Sammelband I. (Ab 12 J.). Enthält die Bände 1–3, ISBN 3-505-04079-7.
- Reiterhof Dreililien. Sonderausgabe. Enthält die Bände 1–3, ISBN 3-505-09676-8.
- Reiterhof Dreililien, Ritt ins Glück. ISBN 3-505-11953-9.

## Liste der Hörspiele (Verlag Karussell)
- Das Glück dieser Erde (Folge 1, ISBN 3-8291-2231-4)[4]
- Die Tage der Rosen (Folge 2, ISBN 3-8291-2232-2)
- Der Frühling des Lebens (Folge 3, ISBN 3-8291-2233-0)
- Der Sommer im Tal (Folge 4)
- Alte Lieder singt der Wind (Folge 5)
- Eine Welt für sich (Folge 6)
- Wenn Wunder geschehen (Folge 7)
- Das Leben geht weiter (Folge 8)
- Wir lieben die Natur (Folge 9)
- Heimweh nach den Pferden (Folge 10)
- Eine Welt für Pferde (Folge 11)
- Wenn der Sommer geht (Folge 12)
- Im Wandel der Zeit (Folge 13)
- Unter dem Frühlingsmond (Folge 14)
- Stürmische Zeiten (Folge 15)
- Zurück zur Natur (Folge 16)
- Erfahrungen fürs Leben (Folge 17)